# Chaparrón (película de 1956)
Chaparrón (驟雨 Shūu?) es una película japonesa de comedia dramática de 1956 dirigida por Mikio Naruse y escrita por Yōko Mizuki. Está basada en una obra de teatro de Kunio Kishida.

## Sinopsis
El matrimonio de Fumiko (Setsuko Hara) y Ryōtarō Namiki (Shūji Sano) se ha estancado, y ambos discuten constantemente sobre qué hacer en un día libre o sobre si ella recorta recetas de cocina del periódico antes de que él termine de leerlo. Sus discusiones son presenciadas por la sobrina de Fumiko, Ayako (Kyōko Kagawa), que hace una visita para quejarse de su propio marido: que es alcohólico y jugador y también la deja constantemente sola y por sus nuevos vecinos, los Imasato.  Sin embargo, la pareja finalmente se reconcilia. Cuando la empresa de Ryōtarō anuncia el despido de algunos de sus empleados, un grupo de sus compañeros lo visita en su casa y le ofrecen convertirse en su socio en un bar financiado con su indemnización, con Fumiko atendiendo a los clientes del bar.
Ryōtarō los echa y tiene una discusión con Fumiko, declarando que no quiere que su esposa acepte un trabajo. La pareja contempla el divorcio y el regreso de Ryōtarō a su ciudad natal para trabajar en la granja de su familia. A la mañana siguiente, un globo de papel enviado por los niños a su jardín da lugar a un intercambio cada vez más lúdico entre los dos cónyuges. La joven pareja de vecinos comenta: «Discutieron toda la noche, ¡Qué cambio!»

## Reparto
- Setsuko Hara como Fumiko Namiki
- Shūji Sano como Ryōtarō Namiki
- Kyōko Kagawa como Ayako
- Keiju Kobayashi como el Sr. Imasato
- Akemi Negishi como la Sra. Imasato
- Chieko Nakakita como la Sra. Kurobayashi
- Daisuke Katō como Kawakami

## Recepción
La biógrafa de Naruse, Catherine Russell, calificó este filme como una «película extraordinariamente sombría», que sin embargo «ofrece un tratamiento poético de una situación desoladora». Por su parte, el crítico de cine estadounidense, Dan Sallitt, consideró que la representación del conflicto matrimonial en la película era «característicamente brutal y devastadora» para Naruse, a pesar de la «obra formal alegre».